# Kakadu krasnogłowa
Kakadu krasnogłowa (Callocephalon fimbriatum) – gatunek ptaka z rodziny kakaduowatych (Cacatuidae). Występuje w południowo-wschodniej Australii. Jest narażony na wyginięcie.

## Taksonomia
Po raz pierwszy gatunek opisał James Grant w 1803. Holotyp pochodził z okolic Bass River, rzeki położonej w południowej części australijskiego stanu Wiktoria. Odstrzelił go Barreillier, a na tablicy barwnej dołączonej do opisu uwiecznił Thomas Davies. Autor nadał nowemu gatunkowi nazwę Psittacus fimbriatus. Obecnie (2019) Międzynarodowy Komitet Ornitologiczny umieszcza kakadu krasnogłową w monotypowym rodzaju Callocephalon; nie wyróżnia podgatunków. Rodzaj ten opisał w 1837 René Lesson w dzienniku podróży fregaty La Thétis i korwety L'Espérance w latach 1824–1826. W załączonym do niego atlasie umieścił dwie tablice barwne przedstawiające odpowiednio samca i samicę.

## Morfologia
Długość ciała wynosi 32–37 cm, masa ciała około 280 g. Występuje dymorfizm płciowy. Na głowie obecny delikatny nitkowaty czub. U samca głowa oraz czub mają barwę jaskrawo pomarańczowoczerwoną, u samicy – czysto szarą. Broda i gardło szare. Pióra wierzchu ciała, w tym barkówki i pokrywy skrzydłowe, łupkowoszare z cienkimi białawymi obrzeżeniami. Lotki w kolorze gołębiej szarości, bez jaśniejszych krawędzi. Zarówno na lotkach, jak i na pokrywach skrzydłowych dostrzec można żółtozielony nalot na chorągiewkach zewnętrznych. Na zewnętrznych lotkach I rzędu widoczna emarginacja. Spód skrzydła szary z jaśniejszymi końcówkami pokryw. Spód ciała wyróżnia nieco cieplejszy odcień szarości niż na wierzchu. Występują bardzo delikatne żółtobiałe krawędzie piór, lepiej zaznaczone po bokach ciała i na pokrywach podogonowych. Środek brzucha nieco rdzawy. Sterówki od góry łupkowoszare, od spodu ciemnoszare. Samice wyróżniają się ogólnie jaśniejszym upierzeniem, ponadto ich wierzch ciała pokryty jest żółto-białymi pasami, nie jak u samca jedynie jasnymi krawędziami piór. Podobnie ubarwiony jest spód ciała, prócz tego silniej zaznaczona jest barwa żółtozielona i rdzawa. Dziób jasnoszary, tęczówka ciemnobrązowa, nogi szare.
Osobniki młodociane przypominają samice, lecz o ogólnie ciemniejszym i bardziej matowym upierzeniu. Młode samce na czole i czubie mają czerwonawe plamki, a ich wierzch ciała jest mniej intensywnie paskowany niż u samic. Osobniki młodociane wyróżniają się także ciemnoszarym dziobem. Dorosłe upierzenie kakadu krasnogłowe zyskują w okolicach 3. roku życia.

## Zasięg występowania
Południowo-wschodnia Australia od Wielkich Gór Wododziałowych po wybrzeże: od rzeki Hunter w północnej Nowej Południowej Walii (okazjonalnie na północ po Dorrigo) na południe po skrajnie południową część obszaru przygranicznego Australia Południowa-Wiktoria (głównie wzdłuż rzeki Glenelg). Zachodnia granica zasięgu w Wiktorii przebiega w okolicy Mount Dandenong. BirdLife International szacuje zasięg występowania na 496 tys. km². Kakadu krasnogłowe introdukowano na Wyspę Kangura. Na wyspie King, położonej w Cieśninie Bassa, ptaki te wymarły.

## Ekologia i zachowanie
W krańcowych częściach zasięgu kakadu krasnogłowe prowadzą nomadyczny tryb życia. Gniazdują w wysokich świetlistych lasach na wyżynach i wzgórzach. Pojawiają się głównie w zadrzewieniach eukaliptusów do 2000 m n.p.m. Latem zamieszkują chłodniejsze i wilgotniejsze lasy górskie, zimą schodzą na mniejsze wysokości. Przemieszczają się w widne lasy, nadrzeczne zadrzewienia, zakrzewienia, tereny upraw i przedmieścia, między innymi Canberry i Melbourne. Wędrówki są związane również z dostępnością pożywienia. Zazwyczaj unikają plantacji sosen. Przynajmniej w 2008 ekologia tego gatunku pozostawała słabo zbadana. Dostępne były jedne dane dotyczące zagęszczenia populacji; było to od 7 do 22 osobników na km² w jednej lokalizacji w Wiktorii.
W sezonie lęgowym przebywają w parach lub małych grupach rodzinnych, zimą – w stadach liczących do 60 osobników. Żerujące kakadu krasnogłowe są niezwykle mało płochliwe. Ich pożywieniem są nasiona i owoce (w tym jagody) rdzennych drzew i krzewów, w tym eukaliptusów, akacji (Acacia), oraz introdukowanych – ognika (Pyracantha) i głogu jednoszyjkowego (Crataegus monogyna). Zjadają również larwy owadów i orzechy. Odżywiają się dość różnorodnie, jednak w składzie pożywienia widoczne są sezonowe różnice. Potrafią trzymać pokarm stopą, najczęściej lewą. Najczęstsze zawołanie kakadu krasnogłowej przypomina odgłos skrzypiącej furtki. Podczas żerowania odzywają się również miękkimi warknięciami. Przeważnie milczą. Większość wolnego czasu spędzają na wzajemnym czyszczeniu upierzenia.

### Lęgi
Okres lęgowy trwa od października do stycznia. Gniazdo umieszczone jest w głębokiej dziupli, wysoko nad ziemią (zwykle około 20 m). Kakadu krasnogłowe na gniazda wybierają zarówno żywe, jak i martwe drzewa. Zniesienie liczy przeważnie 2, czasami 3 jaja o białej skorupce. Składane są w odstępach dwudniowych. Wymiary dla nieokreślonej liczby jaj: 33,5–36,4 na 26,6–28,2 mm. Inkubacja trwa około miesiąca (29 dni). Samiec i samica wysiadują na zmianę; osobnik w danej chwili niewysiadujący pozostaje blisko gniazda. Pisklęta porasta żółty puch. Opierzają się w pełni po 6–7 tygodniach życia.

## Status i zagrożenia
IUCN uznaje kakadu krasnogłową za gatunek narażony na wyginięcie (VU, Vulnerable) nieprzerwanie od 2022 roku. Wcześniej, od 1988 roku uznawana była za gatunek najmniejszej troski (LC, Least Concern). BirdLife International oceniło trend liczebności populacji jako spadkowy. W czasach historycznych głównym zagrożeniem dla kakadu krasnogłowych była wycinka lasów. Do 2004 wycięto 50% lasów Nowej Południowej Walii. Threatened Species Conservation Act dla tego gatunku wymienia jako główne zagrożenia: wycinkę rodzimej roślinności, utratę drzew z dziuplami, częste pożary oraz antropogeniczną zmianę klimatu. We wschodniej Nowej Południowej Walii dogodne środowisko życia tych papug uległo szczególnej fragmentacji. Jednak jako że kakadu krasnogłowe mogą wędrować na odległości dziesiątek kilometrów, fragmentacja populacji jest mało prawdopodobna, chyba że wymagane środowiska poprzecinane będą rozległymi terenami zurbanizowanymi.
W 2016 były to ptaki bardzo rzadkie w niewoli, nawet w Australii. Kakadu krasnogłowa znajduje się w logo ACT Parks and Conservation Service oraz Canberra Ornithologists Group. W „Canberra Times” publikowana jest rubryka nazwana od anglojęzycznej nazwy ptaka („Gang-gang cockatoo”). Ankieta, której wyniki opublikowano w 2016, wykazała, że wielu mieszkańców Canberry jest przychylnie nastawionych do kakadu krasnogłowych.